# Gogounou
Gogounou es una comuna beninesa perteneciente al departamento de Alibori.
En 2013 tiene 117 523 habitantes, de los cuales 14 248 viven en el arrondissement de Gogounou.
Se ubica sobre la carretera RNIE2, unos 30 km al sur de Kandi.

## Subdivisiones
Comprende los siguientes arrondissements:
- Gogounou
- Bagou
- Gounarou
- Ouara
- Sori
- Zoungou-Pantrossi